# Чаотяньмэнь
Мост Чаотяньмэнь (кит. 朝天门长江大桥) — арочный мост через реку Янцзы. Расположен в городе центрального подчинения Чунцин (КНР). Имеет самый длинный в мире арочный пролет. 

## Характеристика
Общая длина моста с подъездными эстакадами - 1,7 км. Длина основного моста - 932м  (190м+552м+190м)  Длина главного пролёта - 552 м. 
Строительство моста началось в декабре 2004 года и было завершено  30 апреля 2009 года. 